# Kobra – oddział specjalny

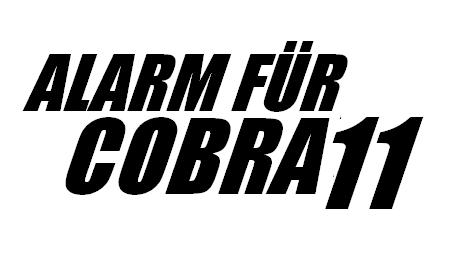
Logotyp serialu w latach 1996–2014

Kobra – oddział specjalny (niem. Alarm für Cobra 11 – Die Autobahnpolizei, pol. dosł. Alarm dla Kobry 11 – Drogówka) – niemiecki serial akcji, produkowany przez Action Concept, a wcześniej przez Polyphon na zlecenie niemieckiej telewizji RTL od 1995. Początek serialu stanowi 90-minutowy odcinek pilotażowy, będący pierwszym odcinkiem pt. Bomby na 92 kilometrze. Początkowo RTL planował jedynie jeden sezon serialu, jednakże sukces dziewięciu odcinków pierwszego sezonu (w tym rekord oglądalności pojedynczego odcinka serialu telewizyjnego w niemieckiej telewizji) spowodował, że niemiecka stacja zdecydowała się na dalszą produkcję serialu. Do końca października 2020 roku ukazało się 370 odcinków (w tym 19 pilotażowych) w 47 sezonach telewizyjnych i 25 produkcyjnych (Dotyczy premier w Polsce – ostatni odcinek „Długa droga” (47x06) 06.10.2020 r.).

## Fabuła
- Serial opowiada o przygodach policjantów patrolujących autostradę, którzy często uczestniczą w ciężkich sprawach kryminalnych i szalonych pościgach. Nasycony jest efektami specjalnymi i szybką akcją. Jednak mimo kryminalnego tematu serialu, jest w nim wiele wątków humorystycznych wplątanych w akcje; jest to jedna z cech, która pozwala Kobrze pomimo upływu lat wciąż cieszyć się dużą popularnością (jest wyświetlany w ponad 30 krajach) i można go uznać za jeden z najlepszych i najpopularniejszych seriali pochodzących z Niemiec. W pierwszym odcinku serialu pt. „Bomby na 92 kilometrze” telewidz poznaje dwóch funkcjonariuszy niemieckiej drogówki Ingo Fischera (Rainer Strecker) i Franka Stolte (Johannes Brandrup) oraz ich szefową Katharine Lamprecht (Almut Eggert) w tym odcinku rozwiązują oni sprawę szaleńca podającego się za Rascara Capaca. Zaraz w drugim odcinku pt. „Czerwone róże, czarna śmierć” jeden z głównych bohaterów odcinka pierwszego Ingo Fischer ginie zamordowany przez bandytę. W następnym odcinku widz poznaje nowego partnera Franka – mającego tureckie korzenie Semira Gerkhana (Erdogan Atalay), który występuje w serialu do dziś.
- W otwierającym drugi sezon odcinku pt. „Porzucony” Franka zastępuje komisarz André Fux (Mark Keller), pojawia się również dwóch mundurowych policjantów – Horst „Hotte” Herzberger (Dietmar Huhn) i Manfred Meier – Hofer (Sven Riemann) oraz sekretarka Regina Christmann (Nina Weniger). W odcinku pt. „Wypadek” dochodzi do zmian na stanowisku szefowej, gdzie Katharine Lamprecht (Almut Eggert) zastępuje Anna Engelhart (Charlotte Schwab); sekretarki, którą zostaje Andrea Schäfer (Carina Wiese), a partnerem Hottego zostaje Dieter Bonrath (Gottfried Vollmer). Od 5 sezonu akcja przenosi się z Berlina do Kolonii, z kolei w odcinku pt. „Samotne zwycięstwo” (sezon 6 odcinek 8) na Majorce ginie André. W następnym odcinku nowym partnerem Semira zostaje Tom Kranich (René Steinke) i pozostaje nim do odejścia z policji i wyjazdu z kraju. Po tym Gerkhan długo nie może znaleźć nowego partnera. Wśród testowanych potencjalnych współpracowników Semir poznaje Hartmuta Freunda (Niels Kurvin), który po nieudanym podejściu zostaje w policji technikiem kryminalnym pomagając wielokrotnie komisarzom w wielu ciekawych sprawach.

- W odcinku pt. „Chrzest Bojowy” Semir znajduje w końcu partnera: jest nim młody funkcjonariusz policji Jan Richter (Christian Oliver). Odchodzi w odcinku pt. „Powrót”; Gerkhan po tym postanawia również odejść z wydziału, jednakże przed tym chce rozwiązać ostatnią sprawę do której są mu potrzebne zeznania jego byłego partnera Toma. Gerkhanowi udaje się go znaleźć i jak za dawnych czasów Gerkhan z Kranichem łapią groźnego przestępcę. Po tym obaj decydują, że znowu będą pracować razem w policji.
- Tom ginie w odcinku pt. „Na śmierć i życie”. W ujęciu zabójcy Toma Semirowi pomaga jego przyszły partner i były tajny agent Chris Ritter (Gedeon Burkhard), który zostanie zamordowany poprzez mafię w odcinku pt. „Wśród wrogów”. Jedyną osobą, która może pomóc Gerkhanowi ująć zabójcę Chrisa jest księgowy. W przetransportowaniu świadka do sądu pomaga mu jego nowy partner Ben Jäger (Tom Beck). Początkowo obaj nie darzą się sympatią, Semir nawet posądza Bena o kontakty z przestępcami. Jednak z czasem dwójka policjantów coraz bardziej zaczyna widzieć jak wiele rzeczy ich łączy, dzięki temu udaje im się dorwać mordercę Chrisa i rozpocząć długo i owocną współpracę. W odcinku pt. „Zdrada” wieloletnia szefowa posterunku Anna Engelhart postanawia odejść z policji.
- W odcinku pt. „Wykluczona” telewidz poznaje nową szefową Kim Krüger (Katja Woywood). W odcinku pt. „Szybciej, wyżej, dalej!” pierwszy raz pojawia się nowa policjantka Jenny Dorn (Katrin Heß). Regularnie zaczyna występować od odcinka pt. „72 godziny strachu”, w którym ginie komisarz Herzberger.
- W odcinku pt. „Trudna decyzja” Ben postanawia zrezygnować z pracy z policji i wykorzystać szansę wyjazdu ze swoim zespołem muzycznym do USA. Nowym partnerem Gerkhana został komisarz Alex Brandt (Vinzenz Kiefer). Semir bierze rozwód z Andreą. W odcinku pt. „Unicestwiony – część 1” w zamachu zamordowany zostaje Dieter Bonrath. W odcinku pt. „Dzwonki na wietrze” Alex po śmierci swojego ojca żegna się z przyjaciółmi i wyjeżdża do Brazylii, by odszukać swoją matkę.
- W odcinku pt. „Kobra, przejmujesz!” Semir jednocześnie obchodzi 20-lecie swojej służby w drogówce i zaczyna pracę ze swoim nowym partnerem – Paulem Rennerem (Daniel Roesner). W odcinku „Śladami ojca” (40x02) pojawia się nowy policjant Finn Bartels. W odcinku „Uwięzieni” (41x04) Semir oświadcza się swojej byłej żonie Andrei. Biorą ponownie ślub w odcinku „Na wschód od Edenu” (42x01). Jenny Dorn dostaje się na szkolenie FBI w Nowym Jorku. W odcinku „Krew i woda” (42x12) odlatuje do Stanów Zjednoczonych. Powraca w 1 odcinku 44 sezonu „Poszukiwana”. Przylatuje na Węgry gdzie się ukrywa się przed FBI w związku z podejrzeniem morderstwa swojego chłopaka w Stanach Zjednoczonych.
- Sezon 46 jest dla większości bohaterów ostatnim sezonem. W 1 odcinku sezonu „Sto lat” Semir Gerkhan obchodzi 50 urodziny i zmierza się ze swoją przeszłością. Dowiaduje się prawdy o śmierci ojca oraz na stałe nawiązuje kontakt ze swoją matką Selmą Gerkhan. W odcinku „Na Warunkowym” Susanne König w związku z atakiem na jej syna Friedricha odchodzi z pracy i jest w związku z ojcem swojego dziecka Tommym Gernhardtem. Po raz ostatni widzimy ją w odcinku „Koniec Służby” gdzie prowadzi wideo rozmowę Semirem i Paulem. W odcinku „Alarm Ślubny” po raz ostatni pojawia się Finn Bartels. W tym również odcinku Paul informuje Semira, że w najbliższym czasie porzuci pracę w Policji. W odcinku Testament (1) Kim Krüger zostaje komendantką Kolońskiej Policji. W tym odcinku zostaje również porwana. W ostatnim odcinku sezonu Testament (2) podczas próby uwolnienia Kim Krüger przez Semira i Paula zostaje ona śmiertelnie postrzelona. Po raz ostatni pojawia się Jenny Dorn. Partner Semira Paul Renner odchodzi z Policji i wraz z ojcem Klausem Rennerem udają się jachtem do Nowej Zelandii gdzie czekają na nich ciotka Paula i jego matka, a zarazem żona jego ojca Rita Renner.
- W 47 sezonie partnerką Semira Gerkhana po raz pierwszy zostaje kobieta Vicky Reisinger. Z pozostałej załogi komisariatu (oprócz Semira) pozostała jego córka Dana Gerkhan. Nowym szefem jest Roman Kramer. Do załogi dołączają również dwaj policjanci niemundurowi: Max Tauber i Marc Schaffrath. (W nowej czołówce nie pojawia się technik policyjny Hartmut Freund. Nie ma go w 47 sezonie. Producenci serialu do chwili obecnej nie informowali o zakończeniu współpracy z aktorem odgrywającym tę rolę).

## Postacie/obsada[2]

### Komisarze

#### Rainer Strecker(jako Ingo Fischer)
- pierwszy odcinek: „Bomby na 92 kilometrze” (01x01)
- ostatni odcinek: „Czerwone róże, czarna śmierć” (01x02)
  - Komisarza Fischera poznajemy w pierwszym odcinku serialu pt. „Bomby na 92 kilometrze”. Jest on spokojną osobą trzeźwo oceniającą każdą sytuację, jednak w razie potrzeby gotowy jest łamać regulaminy. Wielokrotnie hamuje swojego młodszego i nieopierzonego partnera Franka. W odcinku pt. „Czerwone róże, czarna śmierć” podczas aresztowania groźnego przestępcy zostaje on przez niego zabity.

#### Johannes Brandrup(jako Frank Stolte)
- pierwszy odcinek: „Bomby na 92 kilometrze” (01x01)
- ostatni odcinek: „Ostatni przystanek” (01x09)
- gościnny odcinek: „Ryzyko” (40x12)
  - Pojawia się w pierwszym odcinku serialu pt. „Bomby na 92 kilometrze”. Zanim wstąpił do drogówki, był antyterrorystą. Jednak sprawa zabójstwa Sancheza zniszczyła jego karierę. Po tym rozpoczął pracę z Ingiem na autostradzie. Frank jest osobą porywczą, jasno stawiającą każdą sprawę oraz jest bardzo wybuchową osobą. Wielokrotnie chodził i rozstawał się z Mareike – jego ukochaną. Między innymi przez te zwady ze swoją ukochaną, jego partner Ingo został zabity przez bandytę, który ją zastraszał. Stolte długo po tym zdarzeniu nie mógł się pozbierać. W odcinku pt. „Nowy Partner” jego nowym partnerem zostaje Semir Gerkhan. Początkowo ich współpraca idzie jak po grudzie z powodu tego, że Frank ciągle rozpamiętuje śmierć swojego przyjaciela. Jednak z biegiem czasu Frank z Semirem coraz lepiej się dogadują, tworząc coraz to lepszą drużynę. Ostatni raz występuje w odcinku pt. „Ostatni przystanek”, potem z niewiadomych przyczyn odchodzi z policji. Pojawia się gościnnie w odcinku pt. „Ryzyko”, gdzie zgłosił się na policję jako sprawca przestępstwa. Semir twierdzi jednak, że Frank jest niewinny. Po wyjaśnieniu całej sprawy, Frank, Semir i Paul Renner zamierzają rozwiązać problem. Przy tym napotykają na bardzo groźnych przestępców.

#### Erdoğan Atalay(jako Semir Gerkhan)
- pierwszy odcinek: „Nowy Partner” (01x03)
  - Telewidzowie widzą go po raz pierwszy w odcinku pt. „Nowy Partner”, kiedy to zostaje nowym partnerem komisarza Franka Stolte. Semir jest optymistycznie nastawionym do życia człowiekiem, nieustępliwym w dążeniu do celu, który sobie założył, jest bardzo wrażliwy na krzywdę innych ludzi. Gerkhan jest osobą lubiącą brać sprawy w swoje ręce, co niejednokrotnie pokazywał, kiedy to zgłaszał się na ochotnika do ryzykownych, samotnych zawad. Jednak Semir wielokrotnie pokazuje, że jest osobą bardzo opanowaną, jednak pod wpływem emocji umie stracić nad sobą kontrolę. Zanim trafił do policji wychowywał się w tureckim getcie, gdzie razem z kolegami kradli i ścigali się samochodami. Po otrzymaniu niemieckiego obywatelstwa został wcielony do wojska do oddziału czołgów. Semir miał złe relacje ze swoim ojcem, gdyż ten chciał go wychować na wzorcowego Turka, jednak po tym jak Gerkhan wstąpił do niemieckiej policji, pokłócili się, a jego ojciec wrócił do Turcji, gdzie doczekał swoich ostatnich dni. Natomiast brat Semira nie mógł mu wybaczyć tego, że nie było go przy jego śmierci. Jednak po latach zwaśnieni bracia pogodzili się. W większej części serialu przewija się wątek jego miłości z policyjną sekretarką Andreą Schäfer, który ma szczęśliwy koniec w odcinku pt. „Aż po kres” (16x01), kiedy biorą ślub. W odcinkach pt. „Retrospekcja” i „Koma” rodzą się im dwie córki, odpowiednio: Aida i Lily. W odcinku pt. „72 godziny strachu” Semir dowiaduje się, że ma nieślubną córkę jeszcze sprzed małżeństwa z Andreą Dane. W odcinku pt. „Zmartwychwstanie” (34x01) dowiaduje się, że Andrea go zdradza, a następnie odchodzi od niego razem z dziećmi, co doprowadza w odcinku pt. „1983” (35x05) do ich rozwodu. Od odcinka pt. „Ostatnia noc” (36x04) jest znowu z Andreą. W owym odcinku Andrea zostaje postrzelona w brzuch i jest reanimowana. Ponownie bierze ślub z Andreą w odcinku pt. „Na wschód od Edenu” (42x01). Pracował z ośmioma komisarzami: Frankiem Stolte, André Fuxem, Tomem Kranichem (dwukrotnie), Janem Richterem, Chrisem Ritterem, Benem Jagerem, Alexem Brandtem i Paulem Rennerem a obecnie jego partnerką jest Vicky Reisinger

#### Mark Keller(jako André Fux)
- pierwszy odcinek: „Porzucony” (02x01)
- ostatni odcinek: „Samotne Zwycięstwo” (06x08)
- gościnny odcinek: „Zmartwychwstanie” (34x01)
  - Telewidzowie poznają go w odcinku pt. „Porzucony”. Przed służbą z Gerkhanem na autostradzie, pracował w wydziale dochodzeniowym. André jest impulsywną osobą wielokrotnie wyznającą pogląd – cel uświęca środki. Świetnie wyszkolony w walce wręcz. Z Gerkhanem tworzyli dobrze zgraną drużynę, kiedy Fux chciał zrobić jeden krok za daleko, Gerkhan go powstrzymywał. W odcinku pt. „Samotne zwycięstwo” André podczas próby aresztowania przestępcy Bergra na jego jachcie u wybrzeży Majorki zostaje postrzelony harpunem i tonie w morzu. W odcinku pt. „Zmartwychwstanie” po 14 latach okazuje się, że jednak Fuxowi udało się przeżyć próbę morderstwa. Ponownie nawiązuje współpracę ze swoim dawnym partnerem Semirem. Telewidzowie dowiadują się, iż Andre pracował przez cały czas jako tajny agent. W tym samym odcinku przywrócony przez scenarzystów do świata żywych André kończy życie, spadając w przepaść.

#### René Steinke(jako Tom Kranich)
- pierwszy pobyt w serialu:
  - pierwszy odcinek: „Wyścig z czasem” (07x01)
  - ostatni odcinek: „Pożegnanie” (13x05)
- drugi pobyt w serialu:
  - pierwszy odcinek: „Powrót” (17x01)
  - ostatni odcinek: „Na śmierć i życie” (21x01)
    - Pierwszy raz na ekranie pojawia się w odcinku pt. „Wyścig z czasem”. Jest on niezwykle przyjazną, otwartą na inne osoby postacią. Przed wstąpieniem do policji przebywał w wojsku, gdzie był radiotelegrafistą, dzięki czemu zna alfabet Morse’a. Z Semirem łączyła go, największa wśród wszystkich jego partnerów, przyjaźń. Jeden i drugi wiedział, że drugi pójdzie za nim w ogień, jeśli tylko będzie musiał uratować jego życie, a nawet byli gotowi oddać swoje życie za życie partnera. Tom od momentu debiutu w serialu miewał wiele przelotnych i nieudanych romansów, jednak kiedy w końcu udało mu się spotkać tę jedyną, została ona zabita podczas próby zabójstwa Toma. Kranich załamany tą śmiercią po złapaniu zabójcy Eleny odchodzi z policji. Po tym podróżuje po świecie, nie mogąc znaleźć miejsca dla siebie. Ostatecznie wraca do Kolonii, gdzie zakłada klub gokartowy. W odcinku pt. „Powrót” Semir potrzebuje jego pomocy przy identyfikacji przestępcy Mr. Blacka. Po tej sprawie Kranich decyduje się powrócić do policji. W odcinku pt. „Na śmierć i życie”, podczas próby uratowania japońskiej dziewczyny nielegalnie ściągniętej do Niemiec, zostaje zastrzelony.

#### Christian Oliver(jako Jan Richter)
- pierwszy odcinek: „Chrzest Bojowy” (14x01)
- ostatni odcinek: „Szaleńcy” (16x10)
  - Jana telewidzowie poznają w odcinku pt. „Chrzest Bojowy”. Richter początkowo pracuje w wydziale przestępczości do spraw mienia; z Semirem spotyka się pierwszy raz, kiedy prowadzi prywatne śledztwo w sprawie zabójstwa jego przyjaciela. Bieg wydarzeń podczas tego śledztwa sprawia, że Gerkhan i Richter zostają partnerami. Jan jest młodym, jeszcze niedoświadczonym policjantem (w momencie rozpoczęcia pracy na autostradzie jest ledwo trzy miesiące po skończeniu akademii), jednak szybko znajduje z Semirem wspólny język. Jan odchodzi z policji z nieznanych powodów.

#### Gedeon Burkhard(jako Chris Ritter)
- pierwszy odcinek: „Na śmierć i życie” (21x01)
- ostatni odcinek: „Wśród wrogów” (23x07)
  - Komisarza Rittera telewidzowie poznają w odcinku pt. „Na śmierć i życie” w tym odcinku działa on pod przykrywką, wtedy Gerkhan uważa, że to właśnie on jest winny śmierci jego partnera Toma Kranicha, jednak później Gerkhan zaczyna ufać Ritterowi. Chrisa charakteryzuje odporność fizyczna i psychiczna, dzięki czemu był wcześniej tajnym agentem. Jednak zdarzenia z przeszłości często nie pozwalają Chrisowi zaufać nowo poznanym ludziom. Inną cechą Rittera jest to, że często lubi przekraczać granice zasad i nie słuchać innych. W odcinku pt. „Wśród wrogów” podczas próby wydostania się z kryjówki Kalvusa ratując byłą dziewczynę, a zarazem agentkę Tanję Chris Ritter zostaje zastrzelony.

#### Tom Beck(jako Ben Jäger)
- pierwszy odcinek: „Na własną rękę” (24x01)
- ostatni odcinek: „Trudna decyzja” (34x07)
- gościnny odcinek: „Sto lat” (46x01)
  - Komisarza Jägera telewidzowie poznają w odcinku pt. „Na własną rękę”, kiedy od razu po stażu w urzędzie trafia na posterunek przy autostradzie, gdzie zostaje przydzielony do Semira jako jego nowy partner. Początkowo ich współpraca nie układa się – Gerkhan nie umie mu zaufać. Dodatkowo konflikt potęguje to, że pochodzą z różnych klas. Ben jest synem milionera i nigdy niczego mu nie brakowało. Mimo tego Ben jest osobą, która lubi postawić na swoim. Pokazuje to fakt, że nie poszedł drogą przyszykowaną dla niego przez ojca i wstąpił do policji. W odcinku pt. „Trudna decyzja” Ben, ratując Semira, jest zmuszony strzelić do swojej dziewczyny Niny. Po tym zdarzeniu komisarz postanawia zrezygnować z pracy z policji i wykorzystać szansę wyjazdu ze swoim zespołem do USA. W 1 odcinku 46 sezonu „Sto lat” pojawia się gościnnie na 50 urodzinach swojego byłego partnera Semira Gerkhana.

#### Vinzenz Kiefer(jako Alexander „Alex” Brandt)
- pierwszy odcinek: „Rewolucja” (35x01)
- ostatni odcinek: „Dzwonki na wietrze” (38x09)
  - Komisarz Brandt pierwszy raz pojawia się w odcinku pt. „Rewolucja”. Jest to młody, były tajniak, który przez skorumpowanego kolegę trafia do więzienia. Spędza w nim dwa lata, ale w końcu znalezione zostają dowody na jego niewinność oraz zostaje przywrócony do służby w policji. Jest zamknięty w sobie. Trudno do niego dotrzeć, ale gdy zdobędzie się jego zaufanie, jest bardzo lojalny. Z trudem przychodzi mu praca w zespole. Często zbyt brutalnie traktuje przesłuchiwanych. Pod wpływem nagłych emocji staje się impulsywny, ale i dosyć często zdarza mu się płakać. Stara się dbać o swoich przyjaciół i współpracowników, ale nie przepada za szczerymi rozmowami i uzewnętrznianiem swoich uczuć. Został policjantem, żeby coś zmienić, chciał ulepszyć świat. Preferuje siłowe rozwiązania, które (nie zawsze) przynoszą natychmiastowe rezultaty. Jest strasznie zawzięty. Uważa też, że czasem należy ignorować zasady i podążać za własnym kompasem. Cierpliwość nie należy do jego mocnych stron. Chociaż uważa, że każdy czasem kogoś potrzebuje, nie uznaje związków na odległość. Był w domu dziecka. Ojciec porzucił go, gdyż chciał go uchronić przed kartelem który ścigał jego rodziców. Jego ojciec powiedział swojej żonie, a zarazem jego matce, że Alexa dopadł kartel. Po tym zdarzeniu się rozstali. Jego matka wyjechała do Brazylii. W odcinku „Dzwonki na wietrze” jego ojciec zostaje zastrzelony. Po tym zdarzeniu Alex odchodzi z Policji i wyjeżdża do Brazylii aby odnaleźć swoją matkę.

#### Daniel Roesner(jako Paul Renner)
- pierwszy odcinek: „Kobra, przejmujesz!'' (39x01)
- ostatni odcinek: „Testament (2)” (46x10)
- 7 kwietnia 1996 roku podczas zabawy był świadkiem pościgu prowadzonego przez Semira. Widząc, że komisarz został unieruchomiony, ukradł rower i sam zaczął ścigać przestępców, doprowadzając do wypadku. Gdy jeden z uciekinierów chciał go zastrzelić, w ostatniej chwili uratował go Gerkhan, zabijając bandziora. Od tamtej pory największym marzeniem Paula stała się praca w policji autostradowej. Dostał się do akademii policyjnej, jednak na ostatnim roku, tuż przed egzaminami spakował się i uciekł. Najpierw do Francji i Hiszpanii. W Portugalii jeden facet nauczył go surfować. Ukończył akademię policyjną z wyróżnieniem – strzelanie zaliczył celująco, testy sprawnościowe również zdał bez problemu. Następnie przez pewien czas pracował jako krawężnik, po czym trafił do wydziału kryminalnego policji w Akwizgranie, gdzie spędził 2 lata. Gdy Kim Krüger szukała następcy dla Alexa Brandta, Anna Engelhardt zarekomendowała Paula jako idealnego kandydata i wkrótce potem Renner został partnerem Semira. Ma stopień służbowy Kriminalkommissar. Jest pozytywnie nastawiony do życia. Uwielbia adrenalinę, często zdarza mu się podejmować ryzykowne, czy wręcz brawurowe akcje na własną rękę. Semir stwierdził, że Paul „jest naprawdę szalony”. Jest wrażliwy na krzywdę innych. Podobnie jak większość młodych policjantów, ma swoje ideały i chce uczynić świat lepszym. Nie toleruje kłamstw. Uważa, że czasem trzeba robić poryte rzeczy. Jest uparty, nie słucha rad i często się spóźnia. Jest porywczy i często działa bez zastanowienia. W odcinku „Koniec służby” (46x07) informuje Semira, że w najbliższym czasie porzuci pracę w Policji. Odchodzi z Policji w odcinku „Testament (2)” (46x10) i wraz z ojcem Klausem Rennerem udają się jachtem do Nowej Zelandii gdzie czekają na nich ciotka Paula i jego matka, a zarazem żona jego ojca Rita Renner.

#### Pia Stutzenstein(jako Vicky Reisinger)
- pierwszy odcinek: „Nowicjusz” (47x01)

### Policjanci mundurowi

#### Uwe Büschken(jako Marcus Bodmar)
- pierwszy odcinek: „Bomby na 92 kilometrze” (01x01)
- ostatni odcinek: „Ostatni przystanek” (01x09)

#### Claudia Balko(jako Anja Heckendorn)
- pierwszy odcinek: „Bomby na 92 kilometrze” (01x01)
- ostatni odcinek: „Ostatni przystanek” (01x09)

#### Matthias Freihof(jako Jochen Schulte)
- pierwszy odcinek: „Czerwone róże, czarna śmierć” (01x02)
- ostatni odcinek: „Ostatni przystanek” (01x09)

#### Dietmar Huhn(jako Horst „Hotte” Herzberger)
- pierwszy odcinek: „Porzucony” (02x01)
- ostatni odcinek: „72 godziny strachu” (30x01)
  - Komisarza Herzbergera telewidzowie poznają w odcinku pt. „Porzucony”. Przez kolegów jest nazywany „Hotte”. Jest on dobroduszny i sympatyczny, jego budowa ciała pokazuje, że lubi dobrze zjeść. Jego pasją są kręgle, jest nawet kapitanem drużyny posterunku, natomiast specjalnością – pieczenie gofrów. Skrycie podkochiwał się w szefowej Engelhardt. Ginie w odcinku pt. „72 godziny strachu”, kiedy to zasłania swoją piersią Bena przed kulami. Umarł na służbie tuż przed przejściem na wcześniejszą emeryturę w otoczeniu kolegów i przyjaciół. Pracował w Policji przez 42 lata. Był kawalerem.

#### Sven Riemann(jako Manfred Meier – Hofer)
- pierwszy odcinek: „Porzucony” (02x01)
- ostatni odcinek: „Utracona córka” (02x06)

#### Gottfried Vollmer(jako Dieter Bonrath)
- pierwszy odcinek: „Wypadek” (03x01)
- ostatni odcinek: „Unicestwiony – część 1” (37x02)
  - Bonratha pierwszy raz na ekranach telewidzowie widzą w odcinku pt. „Wypadek”. Dieter jest osobą poukładaną, trzymającą się regulaminu, jednak jeśli musi ratować bliską sobie osobę jest gotowy porzucić wszystkie swoje przekonania. Ma swoje przyzwyczajenia, np. w domu zawsze wiesza czapkę na drugim haku. Ma również strasznie długi język i wypaple kolegom niemal każdą powierzoną tajemnicę.Ma syna Jochena. W teorii był rozwodnikiem, w praktyce wdowcem. Po rozwodzie jego była żona ciężko zachorowała. Postanowił się nią zaopiekować i był przy niej aż do jej śmierci. Jego najlepszym przyjacielem był Hotte, po jego śmierci jego partnerką została Jenny. Został zamordowany w odcinku pt. „Unicestwiony – część 1” niedługo po celebracji 40-lecia służby w Policji.

#### Katrin Heß(jako Jenny Dorn)
- pierwszy pobyt w serialu:
  - pierwszy odcinek: „Szybciej, wyżej, dalej!” (29x03)
  - ostatni odcinek: „Krew i woda” (42x12)
- drugi pobyt w serialu:
  - pierwszy odcinek: „Poszukiwana” (44x01)
  - ostatni odcinek: „Testament (2)” (46x10)
  - Telewidzowie poznają ją w odcinku pt. „Szybciej, wyżej, dalej!”, kiedy to rozpoczyna pracę na posterunku przy autostradzie. W odcinku pt. „72 godziny strachu” po śmierci Hottego zastępuje go u boku Dietera. Po śmierci Bonratha w odcinku pt. „Unicestwiony – część 1” długo nie może się pozbierać, rozpoczynając nawet współpracę z psychologiem. Często współpracuje z Finnem Bartelsem. W odcinku pt „Tajni rodzice” (42x03) informuje (jako pierwszego) Paula Rennera, że dostała się na szkolenie FBI w Nowym Jorku. W odcinku pt. „Krew i woda” (42x12) Paul Renner zawozi ją na lotnisko po czym odlatuje do Nowego Jorku. Powraca w odcinku pt. „Poszukiwana” (44x01) przebywając w Budapeszcie jako podejrzana o udział w porwaniu węgierskiego milionera gdzie ukrywa się przed agentką FBI. Semir i Paul wybrali się na Węgry pomóc koleżance.

#### Lion Wasczyk(jako Finn Bartels)
- pierwszy odcinek: „Śladami ojca” (40x02)
- ostatni odcinek: „Alarm Ślubny” (46x08)
- Jest młodym policjantem, świeżo po akademii. Po raz pierwszy pojawia się w odc. Śladami ojca. Z początku zajmował się pomaganiem Susanne oraz rutynowymi kontrolami na autostradzie. Bardzo szybko zaliczył również pierwszą wpadkę: zapomniał zatankować służbowe Porsche. W odc. Przetrwanie prowadził pierwszą obserwację po cywilnemu z uczniem pod opieką. Kim Krüger mówi na niego „Nowalijka” i zarzuca mu brak doświadczenia, jednak Finn jej nie słucha, woli postępować po swojemu. Jest sprytny i pomysłowy, jednak zdarza mu się najpierw mówić, a potem myśleć.

#### Gizem Emre(jako Dana Gerkhan)
- pierwszy odcinek: „Twarda szkoła” (44x02)

### Policjanci niemundurowi

#### Nicolas Wolf(jako Max Tauber)
- pierwszy odcinek: „Nowicjusz” (47x01)

#### Christopher Patten(jako Marc Schaffrath)
- pierwszy odcinek: „Nowicjusz” (47x01)

### Sekretarki, sekretarz

#### Günter Schubert(jako Thomas Rieder)
- pierwszy odcinek: „Bomby na 92 kilometrze” (01x01)
- ostatni odcinek: „Ostatni przystanek” (01x09)

#### Nina Weniger(jako Regina Christmann)
- pierwszy odcinek: „Porzucony” (02x01)
- ostatni odcinek: „Utracona córka” (02x06)

#### Carina Wiese(jako Andrea Schäfer)
- pierwszy odcinek: „Wypadek” (03x01)
- ostatni odcinek: „Retrospekcja” (19x06)[3]
  - Andreę telewidzowie poznają w odcinku pt. „Wypadek”. Na posterunku pracuje jako sekretarka, jednak oprócz tego wielokrotnie pokazuje swoje umiejętności hakerskie, pomagając głównym bohaterom w śledztwach. Andrea jest osobą miłą, spokojną, jednakże upartą, zawsze próbującą stawiać na swoim. Przez większą część serialu jednym z ważniejszych wątków, w których Andrea bierze udział, jest jej związek z Semirem, który wielokrotnie rozpada się i odbudowuje na nowo. Jednak ma on szczęśliwy koniec w odcinku pt. „Aż po kres”. Schäfer rezygnuje z posady sekretarki po zajściu w ciążę.

#### Martina Hill(jako Petra Schubert)
- pierwszy odcinek: „Retrospekcja” (19x06)
- ostatni odcinek: „Na śmierć i życie” (21x01)
  - Postać Petry debiutuje w odcinku pt. „Retrospekcja”, w którym jest ona pracowniczką przedsiębiorstwa Aviation Service. Zastępuje Andreę na stanowisku sekretarki na posterunku. Później w tajemnicy zaczyna chodzić z Tomem; w dniu, kiedy mają ogłosić to wszystkim, Kranich ginie. Schubert załamana tym wydarzeniem odchodzi z pracy.

#### Daniela Wutte(jako Susanne König)
- pierwszy odcinek: „Na śmierć i życie” (21x01)
- ostatni odcinek: „Koniec Służby” (46x07)
  - Susanne pierwszy raz pojawia się w odcinku pt. „Na śmierć i życie” będąc jednym z gości przyjęcia u Semira. W następnym odcinku pt. „Bez złych zamiarów” (21x02) zastępuje Petrę na stanowisku sekretarki na komisariacie. Susanne jest radosną osobą, optymistycznie nastawioną do życia. Jest przyjaciółką Andrei z czasów szkolnych. Jej ojciec był policjantem. Został zastrzelony w czasie obławy na bandytów w odcinku pt. „Gniazdo szczurów” (22x03). Za dwa miesiące miał przejść na emeryturę. W odcinku pt. „Igranie z ogniem” (37x04) telewidzowie dowiadują się, że jest w ciąży. W odcinku pt. „Kobra, przejmujesz!'' (39x01) urodziła syna. Nazwała go Friedrich. Jest panną. W odcinku „Na Warunkowym” (46x06) Susanne König w związku z atakiem na jej syna Friedricha odchodzi z pracy i jest w związku z ojcem swojego dziecka Tommym Gernhardtem. Po raz ostatni widzimy ją w odcinku „Koniec Służby” (46x07) gdzie prowadzi wideo rozmowę z Semirem i Paulem.

### Szefowie

#### Almut Eggert(jako Katharina Lamprecht)
- pierwszy odcinek: „Bomby na 92 kilometrze” (01x01)
- ostatni odcinek: „Utracona córka” (02x06)
  - Szefowa Lamprecht pojawia się pierwszy raz w pierwszym odcinku pt. „Bomby na 92 kilometrze”. Często pozwala swoim pracownikom na łamanie zasad, lubi pomagać im w rozwiązywaniu zagadek. Jest pobłażliwa jeśli chodzi o swoich podwładnych. Bardzo często daje im możliwość swobodnego działania i zazwyczaj jej jedynym zaangażowaniem w śledztwo jest wysuwanie kolejnych hipotez. Traktuje siebie na równi z innymi policjantami. Prawdopodobnie odeszła na emeryturę.

#### Charlotte Schwab(jako Anna Engelhardt)
- pierwszy odcinek: „Wypadek” (03x01)
- ostatni odcinek: „Zdrada” (24x07)
- gościnne odcinki: „Kobra, przejmujesz!” (39x01) i „Szefowa” (40x01)
  - Anna Engelhardt debiutuje w odcinku pt. „Wypadek”. Jest ona szefową, która pozwala swoim podwładnym na łamanie przepisów jeśli tylko da to oczekiwany rezultat. Sama wielokrotnie pomaga im w nielegalnych akcjach. Przed stanowiskiem szefowej komisariatu pracowała w wydziale zabójstw. Lubiła swoją pracę. Przez cały serial telewidzowie oglądają wiele historii miłosnych z jej udziałem. Odchodzi z pracy w odcinku pt. „Zdrada”, kiedy traci wszystkie siły. W odcinku pt. „Kobra, przejmujesz!” pojawia się gościnnie na przyjęciu z okazji 20-lecia służby Semira Gerkhana w drogówce. Wystąpiła także w odcinku „Szefowa”, gdzie dowiadujemy się o tym, że pracuje w Ministerstwie Spraw Wewnętrznych, ale tam Gerkhan jej nie zastaje. Wychodzi na jaw, że była szefowa trafiła do psychiatryka z powodu załamania nerwowego. Policjanci natrafiają na ślad spisku. Jest panną.

#### Katja Woywood(jako Kim Krüger)
- pierwszy odcinek: „Wykluczona” (25x01)
- ostatni odcinek: „Testament (2)” (46x10)
  - Kim Krüger pojawia się pierwszy raz w odcinku pt. „Wykluczona” zastępując Annę Engelhardt. Kim jest oschła, surowa i bardzo sztywna, a za swój główny cel bierze ograniczenie kosztów ekstrawaganckiej służby Semira. Jednak z biegiem czasu daje poznać się z innej strony, a jej nastawienie do swoich podwładnych zmienia się. W przeszłości pracowała w wydziale przestępczości zorganizowanej. Spodziewała się dziecka z narzeczonym (imię nieznane), jednak po jego śmierci (został zastrzelony podczas akcji) poroniła. Po tym wydarzeniu w całości oddała się pracy. Kim jest bardzo sztywna, zasadnicza, oschła i surowa dla swoich podwładnych. Początkowo postanowiła sobie za cel przyprowadzić do porządku Semira, żeby nie generował kosmicznych kosztów w postaci kolejnych zezłomowanych samochodów. Wkrótce jednak sama przekonała się, że jest to niemożliwe. Z czasem dała się poznać z bardziej ludzkiej strony, ale unikała spoufalania się z podwładnymi i wciąż trzymała ich na dystans. Ma pęd do dominacji i lubi rządzić. Jeśli czegoś chce, nawet prokurator nie ma z nią szans. Jest wzorem uczciwości. W odcinku „Testament (1)” (46x09) Kim Krüger zostaje komendantką Kolońskiej Policji. W tym odcinku zostaje również porwana. W następnym i zarazem ostatnim odcinku sezonu „Testament (2)” (46x10) podczas próby uwolnienia Kim Krüger przez Semira i Paula zostaje ona śmiertelnie postrzelona. Była rozwódką. Jej były mąż to Alexander Stark, który jest detektywem ubezpieczeniowym.

#### Patrick Kalupa(jako Roman Kramer)
- pierwszy odcinek: „Nowicjusz” (47x01)

### Postacie drugoplanowe

#### Lou-Lou Rhemrev(jako Mareike Vanstraaten)
- pierwszy odcinek: „Bomby na 92 kilometrze” (01x01)
- ostatni odcinek: „Ostatni przystanek” (01x09)

#### Niels Kurvin(jako Hartmut Freund)
- pierwszy odcinek: „Chrzest bojowy” (14x01)
  - Hartmut pierwszy raz pojawia się w odcinku pt. „Chrzest bojowy” jako jeden z potencjalnych partnerów Semira. Od odcinku pt. „Wróg z przeszłości” zostaje technikiem policyjnym. Hartmut jest osobą o nieprawdopodobnej wiedzy, dlatego bywa nazywany przez Semira „Einsteinem”. Jest świetnym hakerem. Bardzo często bywa niedoceniany przez swoich kolegów. Jest bardzo nieśmiały, zwłaszcza w stosunku do kobiet, jednak umie w ważnym momentach wziąć sprawy w swoje ręce.

#### Markus H. Eberhard(jako Kai-Uwe Schröder)
- pierwszy odcinek: „Nagonka” (12x01)
- ostatni odcinek: „Obietnica” (20x09)
  - Schrödera telewidzowie poznają w odcinku pt. „Nagonka”, kiedy to pomaga komisarzom w udowodnieniu swojej niewinności. Schröder to wszechstronna osoba – w serialu telewidzowie widzą go jako pasera, detektywa, kierownika klubu nocnego czy sprzedawcę hot-dogów. Schröder często przez swoją nieporadność wpada w kłopoty, a wtedy jego przyjaciele muszą mu ratować skórę.

#### Kerstin Thielemann(jako Isolde Maria Schrankmann)
- pierwszy odcinek: „Kto wiatr sieje...” (16x05)
- ostatni odcinek: „Unicestwiony – część 1” (37x02)
  - Prokurator Schrankmann debiutuje w odcinku pt. „Kto wiatr sieje...”. Przez komisarzy jest nazywana w wielu niezbyt miłych przezwiskach z powodu swojego zachowania, kiedy to zawsze czepia się wszystkich dookoła. Jak mawiała Engelhardt: Pani prokurator ma zawsze zły dzień. Po wybuchu bomby podczas przyjęcia Borantha w odcinku pt. „Unicestwiony – część 1”, w którym ulega wypadkowi kończy pracę i zostaje zastąpiona przez nowego prokuratora.

#### Amira Pollmann[4](jako Aida Gerkhan)
- pierwszy odcinek: „Retrospekcja” (19x06)
  - Pierwsza córka Semira i Andrei. Przychodzi na świat w odcinku pt. „Retrospekcja”. W odcinku pt. „Ścigani” po raz pierwszy idzie do szkoły. Natomiast w odcinku pt. „Bez sumienia” przechodzi operację.

#### Carina Wiese(jako Andrea Gerkhan)
- pierwszy odcinek: „Na śmierć i życie” (21x01)[3]
  - Po rezygnacji z funkcji sekretarki Andrea staje się postacią drugoplanową serialu, pojawia się w wybranych odcinkach serialu. Pracowała w młodzieżowym centrum Horyzont, a obecnie w Prokuraturze. W odcinku pt. „Aż po kres” (16x01) bierze ślub z Semirem. W odcinkach pt. „Retrospekcja” i „Koma” rodzi córki, odpowiednio Aidę i Lily. W odcinku pt. „Zmartwychwstanie” (34x01) telewidzowie dowiadują się, że ma romans, po czym odchodzi od Semira razem z ich córkami co doprowadza do ich rozwodu w odcinku pt. „1983” (35x05). Od odcinka pt. „Ostatnia noc” (36x04) jest znowu z Semirem. W owym odcinku zostaje postrzelona w brzuch i jest reanimowana. Ponownie bierze ślub z Semirem w odcinku pt. „Na wschód od Edenu” (42x01).

#### Özay Fechtjako Selma Gerkhan
- pierwszy odcinek: „Sto lat” (46x01)

#### Oliver Pocher(jako Oliver „Sturmi” Sturm)
- pierwszy odcinek: „Zagłada świata” (26x01)
- ostatni odcinek: „Anioły śmierci” (32x01)
  - Sturmiego telewidzowie poznają w odcinku pt. „Zagłada Świata”, jest on specjalistą od teorii spiskowych. Zostaje zamordowany w odcinku pt. „Anioły śmierci”.

#### Lucia Yara Esen[5](jako Lilly Gerkhan)
- pierwszy odcinek: „Koma” (27x01)
  - Druga z córek Semira i Andrei. Przychodzi na świat w odcinku pt. „Koma”.

#### Mathias Herrmann(jako Thomas Sander)
- pierwszy odcinek: „Unicestwiony – część 2” (37x03)
- ostatni odcinek: „Bunt” (38x03)
  - Nowy prokurator zastępujący po wypadku swoją poprzednicę Isoldę Marię Schrankmann. Ginie w odcinku pt. „Bunt” kiedy zostaje zabity przez dziewczynę złodzieja Rickiego w obronie własnej podczas ucieczki przed Semirem i Alexem.

#### Susan Hoecke(jako Isabel Frings)
- pierwszy odcinek: „Unicestwiony – część 2” (37x03)
- ostatni odcinek: „Krwawa forsa” (38x02)
  - Pierwszy raz pojawia się w odcinku pt. „Unicestwiony – część 2” rozpoczynając współpracę z załamaną po śmierci Bonratha Jenny. Jest osobą bardzo skorą do współpracy i pomocy. W odcinku pt. „Dzień sądu” (37x08) zostaje poważnie ranna w wybuchu restauracji a wcześniej postrzelona przez Thomasa Sandera. W odcinku pt. „Krwawa forsa” wybudza się ze śpiączki, ale chwilę po tym zostaje zamordowana przez dra Vogta na skutek podania krwi z nieznanego źródła. Zabójstwo zlecił prokurator Sander.

## Emisja w telewizji
Serial obecnie emitowany jest na kanałach NTC: TV Puls i TV6 oraz kodowanym 13 Ulica. Premierowe odcinki emitowane są w TV Puls (Ostatnie premiery 46 sezon: 12 – 28.IX.2020 r. oraz 47 sezon: 29.IX – 6.X.2020 r.).

## Czołówka
W polskiej wersji językowej pojawiły się następujące: wersje czołówek:
- Odcinki 1–125 (1998–2007)

Rejon działania: autostrada. – Ihr Revier ist die Autobahn.
Jazda z zabójcza prędkością. – Ihr Tempo ist mörderisch.
Służba 24 godziny na dobę. – Ihre Gegner: Autoschieber, Mörder und Erpresser.
Chłopcy z oddziału Cobra 11. – Einsatz rund um die Uhr für die Männer von Cobra 11.
Ich celem jest zapewnienie nam bezpieczeństwa. – Unsere Sicherheit ist ihr Job.

- Odcinki 126–243 (2007–2014):

Rejon działania: autostrada. – Ihr Revier ist die Autobahn.
Jazda z zabójczą prędkością. – Ihr Einsatz heißt: volles Tempo.
Przeciwnicy szybcy i niebezpieczni. – Ihre Gegner von heute: extrem schnell und gefährlich.
Przestępczość bez granic. Ryzykowana służba... – Verbrechen ohne Limit – Jeder Einsatz volles Risiko.
...dla chłopców z oddziału Cobra 11. – für die Männer von Cobra 11.

- Odcinki 244–261 (2014) oraz odcinki 292–364 (2016–2019):

Rejon działania: autostrada. – Ihr Revier ist die Autobahn.
Przeciwnicy szybcy i niebezpieczni. – Ihre Gegner extrem schnell und gefährlich.
Przestępczość bez granic. – Verbrechen ohne Limit.
Ryzykowana służba... – Jeder Einsatz – volles Risiko
...dla chłopców z oddziału Cobra 11. – für die Männer von Cobra 11.

- Odcinki 262 – 291 (2015):

Rejon działania: autostrada. – Ihr Revier ist die Autobahn.
Przeciwnicy szybcy i niebezpieczni. – Ihre Gegner extrem schnell und gefährlich.
Przestępczość bez granic. – Verbrechen ohne Limit
Maksymalne ryzyko... – volles Risiko
...dla chłopców z oddziału Cobra 11. – für die Männer von Cobra 11.

- Od odcinka 365 (2020) nie ma przedmowy.

## Spis serii
| Sezon | Odcinki      | Emisja                                               | Emisja                                           |
| Sezon | Odcinki      | Premiera sezonu                                      | Finał sezonu                                     |
| ----- | ------------ | ---------------------------------------------------- | ------------------------------------------------ |
| 1     | 1–9 (9)      | 12 marca 1996                                        | 7 maja 1996                                      |
| 2     | 10–15 (6)    | 11 marca 1997                                        | 15 kwietnia 1997                                 |
| 3     | 16–21 (6)    | 14 października 1997                                 | 2 grudnia 1997                                   |
| 4     | 22–31 (10)   | 31 marca 1998                                        | 18 czerwca 1998                                  |
| 5     | 32–39 (8)    | 1 października 1998                                  | 19 listopada 1998                                |
| 6     | 40–47 (8)    | 18 marca 1999                                        | 6 maja 1999                                      |
| 7     | 48–58 (11)   | 16 grudnia 1999                                      | 23 marca 2000                                    |
| 8     | 59–63 (5)    | 9 listopada 2000                                     | 14 grudnia 2000                                  |
| 9     | 64–69 (6)    | 5 kwietnia 2001                                      | 31 maja 2001                                     |
| 10    | 70–75 (6)    | 8 listopada 2001                                     | 20 grudnia 2001                                  |
| 11    | 76–83 (8)    | 14 marca 2002                                        | 2 maja 2002                                      |
| 12    | 84–92 (9)    | 5 września 2002                                      | 7 listopada 2002                                 |
| 13    | 93–97 (5)    | 13 marca 2003                                        | 10 kwietnia 2003                                 |
| 14    | 98–106 (9)   | 11 września 2003                                     | 30 października 2003                             |
| 15    | 107–115 (9)  | 18 marca 2004                                        | 13 maja 2004                                     |
| 16    | 116–125 (10) | 9 września 2004                                      | 18 listopada 2004                                |
| 17    | 126–133 (8)  | 10 lutego 2005                                       | 31 marca 2005                                    |
| 18    | 134–138 (5)  | 15 września 2005                                     | 20 października 2005                             |
| 19    | 139–145 (7)  | 30 marca 2006                                        | 18 maja 2006                                     |
| 20    | 146–157 (12) | 7 września 2006                                      | 16 listopada 2006                                |
| 21    | 158–165 (8)  | 22 marca 2007                                        | 10 maja 2007                                     |
| 22    | 166–172 (7)  | 20 września 2007                                     | 1 listopada 2007                                 |
| 23    | 173–179 (7)  | 13 marca 2008                                        | 24 kwietnia 2008                                 |
| 24    | 180–188 (9)  | 4 września 2008                                      | 30 października 2008                             |
| 25    | 189–194 (6)  | 5 marca 2009                                         | 9 kwietnia 2009                                  |
| 26    | 195–203 (9)  | 3 września 2009                                      | 29 października 2009                             |
| 27    | 204–209 (6)  | 11 marca 2010                                        | 22 kwietnia 2010                                 |
| 28    | 210–216 (7)  | 2 września 2010                                      | 14 października 2010                             |
| 29    | 217–222 (6)  | 10 marca 2011                                        | 14 kwietnia 2011                                 |
| 30    | 223–231 (9)  | 15 września 2011                                     | 10 listopada 2011                                |
| 31    | 232–238 (7)  | 8 marca 2012                                         | 19 kwietnia 2012                                 |
| 32    | 239–243 (5)  | 6 września 2012                                      | 4 października 2012                              |
| 33    | 244–253 (10) | 14 lutego 2013                                       | 18 kwietnia 2013                                 |
| 34    | 254–260 (7)  | 24 października 2013                                 | 12 grudnia 2013                                  |
| 35    | 261–267 (7)  | 27 marca 2014                                        | 15 maja 2014                                     |
| 36    | 268–274 (7)  | 9 października 2014                                  | 27 listopada 2014                                |
| 37    | 275–282 (8)  | 12 marca 2015                                        | 30 kwietnia 2015                                 |
| 38    | 283–291 (9)  | 10 września 2015                                     | 5 listopada 2015                                 |
| 39    | 292–298 (7)  | 7 kwietnia 2016                                      | 26 maja 2016                                     |
| 40    | 299–310 (12) | 1 września 2016                                      | 17 listopada 2016                                |
| 41    | 311–317 (7)  | 6 kwietnia 2017                                      | 18 maja 2017                                     |
| 42    | 318–330 (13) | 14 września 2017                                     | 21 grudnia 2017                                  |
| 43    | 331–336 (6)  | 28 marca 2018                                        | 3 maja 2018                                      |
| 44    | 337–347 (11) | 13 września 2018                                     | 6 grudnia 2018                                   |
| 45    | 348-354 (7)  | 21 marca 2019                                        | 6 czerwca 2019                                   |
| 46    | 355-364 (10) | 12 września 2019                                     | 14 listopada 2019                                |
| 47    | 365-370 (6)  | 20 sierpnia 2020                                     | 24 września 2020                                 |
| 48    | 371-378 (8)  | 29 lipca 2021                                        | 12 sierpnia 2021                                 |
| 49    | 379-381 (3)  | 20 października 2022 (Tvnow); 10 stycznia 2023 (RTL) | 3 listopada 2022 (Tvnow); 24 stycznia 2023 (RTL) |

Lista odcinków serialu Kobra – oddział specjalny

## Kobra – druga zmiana
W 2003 roku powstał pierwszy pięcioodcinkowy sezon spin-offu serialu pt. Kobra – druga zmiana (Alarm für Cobra 11 – Einsatz für Team 2), będący opowieścią o przygodach bohaterów z drugiej ekipy Kobry 11. W rolach głównych wystąpili Hendrik Duryn jako Frank Traber oraz Julia Stinshoff jako Susanna von Landitz. Oprócz nich wystąpili także inni aktorzy z pierwszej ekipy Kobry, w tym główni bohaterowie: Tom i Semir. W 2005 roku nakręcono drugi, tym razem 6-odcinkowy sezon z tymi samymi bohaterami. Serial zakończony z 11 odcinkami (w tym jednym 90-minutowym pilocie).

### Postacie/obsada

#### Komisarze

##### Hendrik Duryn(jako Frank Traber)
- pierwszy odcinek: „Odliczanie na wiadukcie” (01x01)
- ostatni odcinek: „Ochrona świadka” (02x06)

##### Julia Stinshoff(jako Susanna von Landitz)
- pierwszy odcinek: „Odliczanie na wiadukcie” (01x01)
- ostatni odcinek: „Ochrona świadka” (02x06)

#### Inne postacie

##### Dietmar Huhn(jako Horst „Hotte” Herzberger)
- pierwszy odcinek: „Odliczanie na wiadukcie” (01x01)
- ostatni odcinek: „Ochrona świadka” (02x06)

##### Gottfried Vollmer(jako Dieter Bonrath)
- pierwszy odcinek: „Odliczanie na wiadukcie” (01x01)
- ostatni odcinek: „Ochrona świadka” (02x06)

##### Carina Wiese(jako Andrea Schäfer)
- pierwszy odcinek: „Odliczanie na wiadukcie” (01x01)
- ostatni odcinek: „Ochrona świadka” (02x06)

##### Charlotte Schwab(jako Anna Engelhardt)
- pierwszy odcinek: „Odliczanie na wiadukcie” (01x01)
- ostatni odcinek: „Ochrona świadka” (02x06)

##### Niels Kurvin(jako Hartmut Freund)
- pierwszy odcinek: „Mieszanka wybuchowa” (02x05)
- ostatni odcinek: „Ochrona świadka” (02x06)

### Lista odcinków
| Sezon | Odcinki  | Emisja               | Emisja         |
| Sezon | Odcinki  | Premiera sezonu      | Finał sezonu   |
| ----- | -------- | -------------------- | -------------- |
| 1     | 1-5 (5)  | 17 kwietnia 2003     | 22 maja 2003   |
| 2     | 6-11 (6) | 27 października 2005 | 8 grudnia 2005 |

## Nagrody i rekordy
- Rekord największej oglądalności pojedynczego odcinka serialu telewizyjnego w niemieckiej telewizji. Pierwszy odcinek serialu pt. „Bomby na 92 kilometrze” wyemitowany 12 marca 1996. Wynik: 10,07 mln.
- W konkursie „World Stunt Awards 2004” odcinek pilotażowy „Kobry – drugiej zmiany” pt. „Odliczanie na wiadukcie” zdobył pierwsze miejsce w kategorii „najlepsza akcja w zagranicznym filmie” („best action in a foreign film”)
- W konkursie „World Stunt Awards 2007” odcinek pilotażowy „Kobry – oddział specjalny” pt. „Na śmierć i życie” zdobył pierwsze miejsce w kategorii „najlepsza akcja w zagranicznym filmie” („best action in a foreign film”)
- W konkursie „World Stunt Awards 2009” odcinek pilotażowy „Kobry – oddział specjalny” pt. „Na własną rękę” zdobył pierwsze miejsce w kategorii „najlepsza akcja w zagranicznym filmie” („best action in a foreign film”)
- W konkursie „World Stunt Awards 2011” odcinek pilotażowy „Kobry – oddział specjalny” pt. „Zamach” zdobył pierwsze miejsce w kategorii „najlepsza akcja w zagranicznym filmie” („best action in a foreign film”)
- W konkursie „World Stunt Awards 2012” odcinek pilotażowy „Kobry – oddział specjalny” pt. „72 godziny strachu” zdobył pierwsze miejsce w kategorii „najlepsza akcja w zagranicznym filmie” („best action in a foreign film”)
- W konkursie „World Stunt Awards 2013” odcinek pilotażowy „Kobry – oddział specjalny” pt. „Anioły śmierci” zdobył pierwsze miejsce w kategorii „najlepsza akcja w zagranicznym filmie” („best action in a foreign film”)

## Odniesienia w kulturze masowej

### Parodia serialu
- Powstała również parodia serialu pt. Alarm für Kebap 11 – Die Dönerpolizei, która emitowana była w ramach programu Freitag Nacht News.
- We wrześniu 2012 w programie Cindy aus Marzahn und die jungen Wilden wyemitowano parodię serialu pt. Alarm für Cindy 11.

### Gry komputerowe
- Alarm für Cobra 11 Das Spiel zur RTL-Erfolgsserie – [wyd. 11.2000; 04.2001 – Director’s Cut]
- Alarm für Cobra 11 – Teil II – [wyd. 05.2004]
- Alarm für Cobra 11 – Vol. II – [wyd. 11.2004]
- Alarm für Cobra 11 – Vol. III – [wyd. 11.2005]
- Alarm for Cobra 11: Nitro (Alarm für Cobra 11: Nitro) – [wyd. 11.2006]
- Cobra – oddział specjalny: Pościg (Alarm für Cobra 11: Crash Time) – [wyd. 11.2007 – PC; 05.2008 – X360]
- Crash Time II (Alarm für Cobra 11: Burning Wheels) – [wyd. 11.2008]
- Crash Time III: Nocne pościgi (Alarm für Cobra 11 – Highway Nights) – [wyd. 11.2009]
- Crash Time IV: The Syndicate (Alarm für Cobra 11 – Das Syndikat) – [wyd. 11.2010 – X360; 12.2010 – PC; 11.2011 – PS3]
- Crash Time V: Undercover (Alarm für Cobra 11 – Undercover) – [wyd. 09.2012 – PC; 10.2012 – X360, PS3]